# Leví Celerio
Leví Cruz Celerio (30 de abril de 1910 – 2 de abril de 2002) fue un compositor y autor filipino. Celerio fue un compositor prolífico, con más de 4,000 canciones de su autoría.  Es quizás más conocido por tener la capacidad de interpretar música con hojas de árboles, una hazaña por la que fue reconocido en el El libro Guinness de los récords mundiales.  En 1997 fue nombrado Artista Nacional de Filipinas en Música.

## Carrera y primeros años
Leví Celerio nació el 30 de abril de 1910, en Tondó, Manila de padres que provenían de Balíuag, Bulacán.  Recibió una beca de la Academia de Música en Manila y se volvió el miembro más joven de la Orquesta de Sinfónica de la Manila.  Escribió un gran número de canciones para películas locales, con lo cual ganó el reconocimiento del Premio a la Trayectoria de la Academia de Cine de Filipinas.  Celerio ha escrito letras para más de 4,000 canciones de folk filipino, Navidad, y canciones de amor, incluyendo muchas que se convirtieron en títulos de película.
Conocido por ser un buen letrista, sus canciones suelen tener un mensaje sobre el aprecio por la vida y transportan sentimientos nacionalistas.  Celerio escribió más de 4,000 canciones, entre ellas piezas populares, las cuales son parte importante del repertorio de música popular de su país de origen.  Algunos de sus temas navideños más importantes, son: Pasko Na Naman, Maligayang Pasko at Manigong Bagong Taon (Ang Pasko ay Sumapit), y Misa de gallo.
Sus canciones de amor más populares incluyen: Saan Ka man Naroroon, Kahit Kaunting Pagtingin, Gaano Ko Ikaw Kamahal, Kapag Puso'y Sinugatan, y Ikaw, O Maliwanag na Buwan, Dahil sa Isang Bulaklak, Sa Ugoy ng Duyan, Bagong Pagsilang, y Sapagkat Kami'y Tao Lamang, mientras que las canciones folclóricas más destacadas, son: Ang Pipit, Tinikling, Tunay na Tunay, Itik-Itik, Waray-Waray, Pitong Gatang, Ako ay mayo Singsing, Alibangbang, Alembong, Galawgaw, Caprichosa, Ang Tapis ni Inday, Dungawin Mo Hirang, Umaga na Neneng, Ikaw Kasi, y Basta't Mahal Kita.  Celerio También escribió canciones de tinte nacionalista como Ang Bagong Lipunan, Lupang Pangarap, y Tinig ng Bayan.
Celerio, por un tiempo, fue también reconocido por poseer el récord Guinness como el único hombre que podía tocar música con una hoja, la cual interpretaba soplándole como un instrumento de viento.  Debido a su talento, Celerio fue invitado al show de Merv Griffin, donde tocó "All The Things You Are" con 39 músicos.  Utilizando su hoja, Leví asombró a la multitud y consiguió la atención del Libro Guinness de los Récords Mundiales.  El Libro más tarde añadió la entrada: "El único intérprete de hoja en el mundo está en Filipinas".  También más tarde apareció en el programa de televisión That's Incredible!

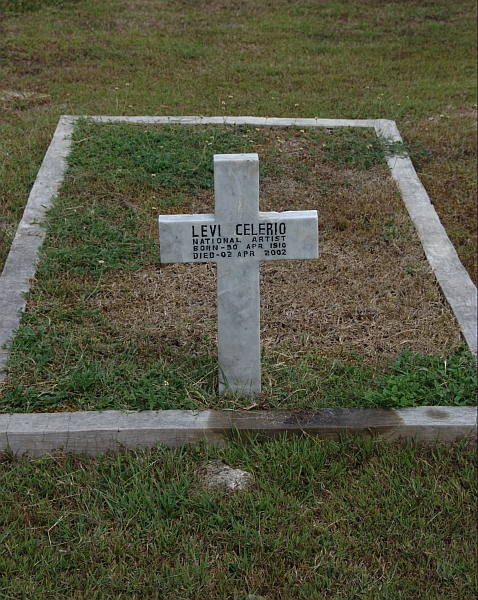
Leví Celerio está enterrado en el Cementerio de los Héroes (Libingan ng mga Bayani)

## Vida personal
Estaba casado con Leonila Jose. Tuvieron dos hijas, Divinia y Nora.

## Proclamado como Artista Nacional
El 9 de octubre de 1997, de conformidad con el Decreto N.º 1114, el Presidente Fidel V. Ramos lo proclamó Artista Nacional para la música y la literatura. Durante su nombramiento leyó que su música “era una encarnación perfecta de los sentimientos del corazón y los valores tradiciones de Filipinas.”

## Últimos años
En su vejez, Leví ocasionalmente aparecía en público, normalmente en un concierto en el Centro Cultural de Filipinas. También interpretaba música en un bar de la Ciudad Quezón de vez en cuando.

## Muerte
Murió en la Clínica Delgado en la Ciudad Quezón el 2 de abril de 2002, a la edad de 91 años, justo dos días después de la muerte de otro Artista Nacional amigo suyo, Lucio San Pedro (quien escribió la música para Sa Ugoy ng Duyan). Pero su muerte se vio ensombrecida por la muerte, unos cuantos días antes, del popular ídolo Rico Yan y, por lo tanto, no tuvo la suficiente atención pública. Fue enterrado con todos los honores militares en el Libingan ng mga Bayani (Cementerio de los Héroes Nacionales).